# Ларок, Мишель (актриса)
Мише́ль Ларо́к (фр. Michèle Laroque; род. 15 июня 1960, Ницца) — французская актриса, режиссёр, сценарист и продюсер. Была номинирована на кинопремию «Сезар» за лучшую женскую роль второго плана в фильмах «Кризис» (1992) и «Вечерний прикид» (1996).

## Биография
Родители Мишель, французский музыкант Клод Ларок и румынская танцовщица Дойна Трандабур (рум. Doina Trandabur), познакомились во время турне за год до того, как Дойна бежала в Великобританию в 1958 году. Мишель является племянницей Пьера Ларока, создателя французской службы социальной защиты.
Попав в автомобильную аварию в возрасте 18 лет, пережила долгую кому, после которой решила стать актрисой. Актёрскую карьеру начала в 1988 году.

### Личная жизнь
В течение короткого периода была замужем за театральным режиссёром Домиником Дешамом. Имеет дочь Ориану. С 2008 года состоит в отношениях с политиком Франсуа Баруэном. Является активным защитником прав сексуальных меньшинств.

## Избранная фильмография
| Год  |   | Русское название           | Оригинальное название        | Роль                  |
| ---- | - | -------------------------- | ---------------------------- | --------------------- |
| 1989 | ф | Следуйте за этим самолетом | Suivez cet avion             | хозяйка               |
| 1990 | ф | Муж парикмахерши           | Le mari de la coiffeuse      | мать приёмных детей   |
| 1992 | ф | Макс и Джереми             | Max et Jérémie               | Сюзанна               |
| 1993 | ф | Луи, король-дитя           | Louis, enfant roi            | герцогиня де Лонгвиль |
| 1993 | ф | Танго                      | Tango                        | Элен Барадю           |
| 1995 | ф | Нелли и месье Арно         | Nelly et Mr. Arnaud          | Изабель               |
| 1996 | ф | Не стоило!                 | Fallait pas!...              | Констанция            |
| 1996 | ф | Признания невиновного      | Les aveux de l`innocent      | судья                 |
| 1996 | ф | Вечерний прикид            | Pédale douce                 | Мари                  |
| 1996 | ф | Опасная профессия          | Le Plus Beau Métier du monde | Элен Монье            |
| 1997 | ф | Моя жизнь в розовом цвете  | Ma vie en rose               | Ханна Фабр            |
| 1998 | ф | Пёс в мешке                | Doggy Bag                    | Дженни                |
| 1998 | ф | Серийная любовница         | Serial Lover                 | Клер Дост             |
| 2000 | ф | Выходи за меня             | Épouse-moi                   | Ориана Роше           |
| 2001 | ф | Хамелеон                   | Le Placard                   | мисс Бертран          |
| 2001 | ф | Редкая птица               | L'Oiseau rare                | Александра            |
| 2003 | ф | Принцесса Малабара         | Malabar Princess             | Валентина             |
| 2004 | ф | Распутники                 | Pédale dure                  | Мари Хагетт           |
| 2005 | ф | День рождения              | L'Anniversaire               | Элизабет              |
| 2006 | ф | Дом со скидкой             | La maison du bonheur         | Анна Булен            |
| 2006 | ф | Шпионские страсти          | L'Entente cordiale           | директор банка        |
| 2007 | ф | Сосед                      | The Neighbor                 | Кристин               |
| 2007 | ф | За гранью дней             | En marge des jours           | Джули                 |
| 2008 | ф | Любить по-французски       | Enfin veuve                  | Анна-Мария            |
| 2009 | ф | Оскар и Розовая дама       | Oscar et la dame rose        | Роза                  |
| 2011 | ф | Месье Папа                 | Monsieur Papa                | Мари Валуа            |
| 2018 | ф | Великолепная               | Brillantissime               | Анжела                |
| 2022 | ф | Поэтому мы танцуем         | Alors on danse               | Сандра                |